# Phyllotreta ozbeki
Phyllotreta ozbeki es una especie de insecto coleóptero de la familia Chrysomelidae. Fue descrita científicamente en 1998 por Gruev & Aslan.